# Terrario

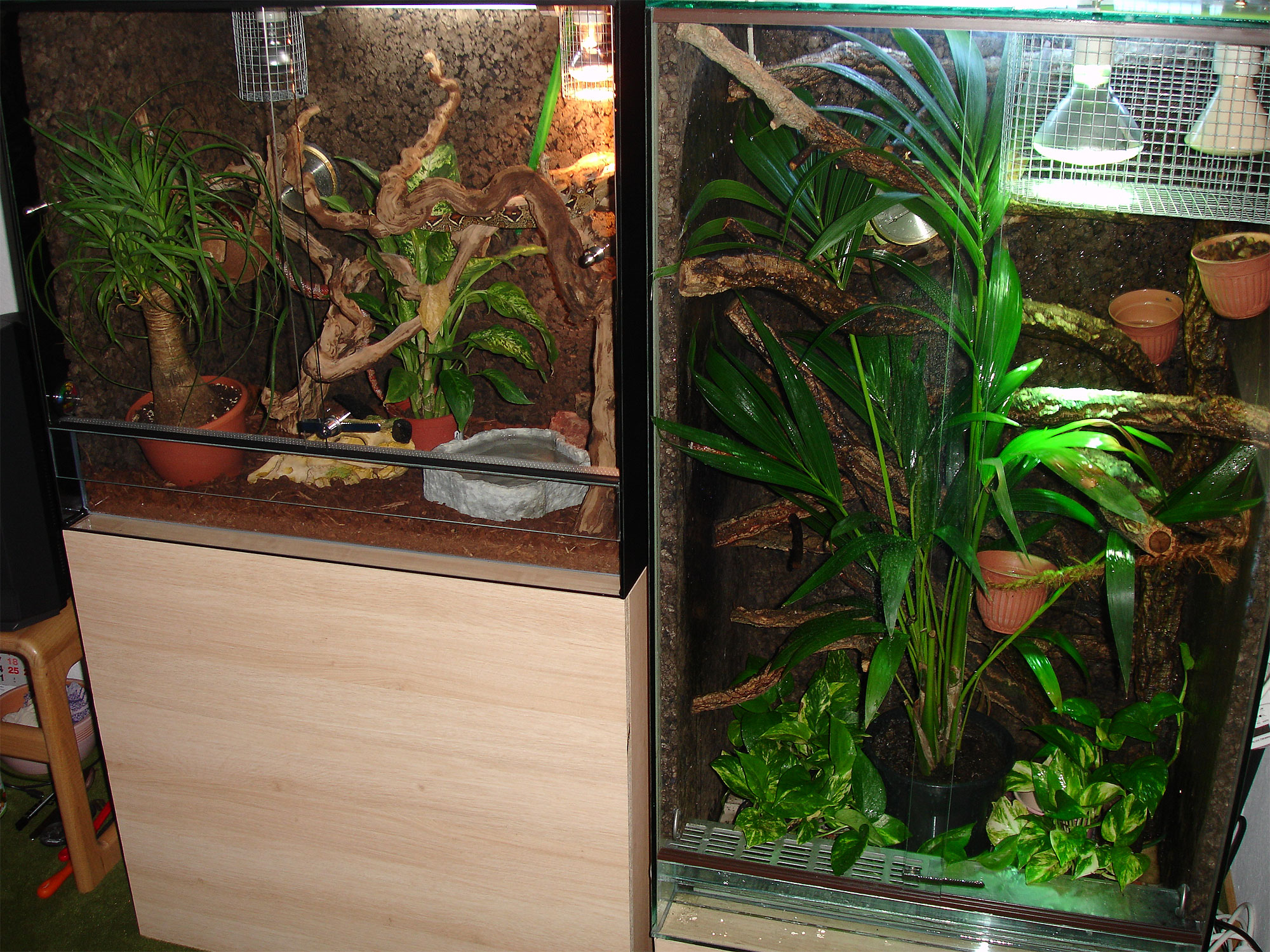
Un terrario con plantas.

Un terrario es un recipiente en el que se reproducen las condiciones ambientales necesarias para distintos seres de vida total o parcialmente terrestres. Los terrarios no tienen un tamaño determinado. Aunque son comúnmente  de cristal o vidrio pueden a su vez estar hechos de diversos materiales como plástico reciclado, macetas, etc., siendo más comunes aquellos de madera o malla.
El único requisito para que un terrario sea considerado como tal es que al menos una de sus caras sea transparente para facilitar la visión del interior. 
En el ámbito botánico, la palabra terrario suele referirse a pequeños invernaderos, donde se recrean las condiciones de un ambiente tropical, caracterizado por una alta humedad y temperatura constantes. Posibilitando el cultivo de especies de dicho entorno o similares.
En un terrario con insectos los insectos se comen a las plantas. Se trata de ver que sucede

## Mantenimiento de animales del terrario
Los animales de terrario pueden manifestar un alto nivel de estrés, afectando así a su comportamiento, alimentación, tiempo de vida, etc. Si la alimentación es la correcta y los parámetros (iluminación, humedad, calefacción, etc.) los adecuados, el estrés puede deberse a que se ignoran algunas cuestiones. Por ejemplo, la falta de un refugio en el interior del terrario. Todo animal necesita tener un lugar donde sentirse seguro y relajado. Existen unos elementos-refugio, donde se puede seguir observando al animal sin molestarlo. Los reptiles son así mismo muy territoriales (sobre todo y de forma general, los machos) por lo que muchos de ellos están mejor solos que en parejas, ya que a menudo es una fuente de estrés para el más débil, que se ve sometido continuamente por el más grande.
El aburrimiento de los animales también influye negativamente en su salud. El alimentarlos a través de un dispensador de grillos, no solo evita que los grillos se dispersen por el terrario, molesten al animal e intenten escapar, sino que también se le da la oportunidad de buscar su comida como lo haría en libertad: esperando paciente a que un grillo salga del dispensador, de este modo se desarrolla su instinto al capturarlo, y si cada vez que el animal tenga que comer se le coloca la piedra-dispensador en un lugar diferente, se consigue que esté activo mucho más tiempo evitando así su aburrimiento. Al mismo tiempo hacen ejercicio físico, importante en estos animales que tienen que moverse por un lugar tan limitado, evitando que caigan en un estado de sedentarismo que no es lo común en su especie estando en libertad.

## Elementos de superficie
Los elementos de superficie juegan un papel muy importante. Por ejemplo, unos fondos de terrario, especialmente diseñados para diferentes especies y su forma de actuar y su comportamiento en su entorno natural harán que el animal se mueva y se desarrolle. No necesita el mismo fondo de terrario una tarántula, que no es conveniente que trepe a mucha altura por lo peligroso de las caídas, que el fondo de un geco, que se pasa gran cantidad de tiempo encaramado a paredes y rocas.
En definitiva, el concepto de enriquecimiento ambiental también se aplica en un terrario, y no debe alejarse mucho del que es necesario para grandes especies, con la ventaja de los costes, que son muchísimo más bajos que a la hora de habilitar un espacio para grandes mamíferos.
Otro aspecto fundamental en algunas ocasiones es contar con un sistema de lluvia adecuado para lograr la humedad que necesitan los habitantes del terrario. A su vez dicho servicio funcionará como bebedero en muchos casos. Gracias a esto conseguiremos que nuestros anfibios o reptiles gocen de buena salud.

## Tipos de Terrarios
Los terrarios pueden ser utilizados de diferentes formas. Las más habituales son:
- Terrarios para tortugas, camaleones, ranas, serpientes, lagartos, iguanas, etc.
- Terrarios para hormigas
- Terrarios para insectos
- Terrarios para roedores
- Terrarios para plantas (donde encontramos los famosos terrarios eternos o "eternal terrarium").